# Nasu (Klan)

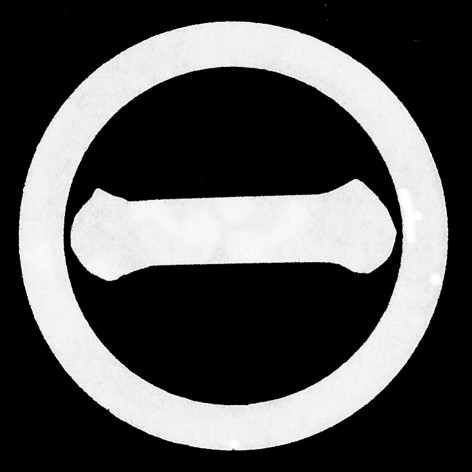
Wappen der Nasu
(Ziffer 1 im Kreis)

Die Nasu (japanisch 那須氏, Nasu-shi) waren eine Familie des japanischen Schwertadels (Buke), die aus der Provinz Shimotsuke stammte. Sie leitete sich von Fujiwara no Michinaga (966–1027) ab.

## Genealogie
- Sukeie (資家) ließ sich im Jahr 1125 im Bezirk Nasu nieder und nahm diesen Namen an. Seine Nachkommen wurden zunehmend einflussreicher, und unter den Ashikaga waren sie eine der „Acht Kantō-Familien“ (関東八家, Kantō hakke). In den Zeiten der Bürgerkriege (Sengoku-jidai) im 15. und 16. Jahrhundert konnte sie ihre Nachbarn, die Utsunomiya, besiegen und deren Gebiet übernehmen. Sie bauten sich in Karasuyama die Burg Karasuyama.
- Sukeharu (資晴; 1556–1609) wurde von Toyotomi Hideyoshi im Jahr 1590, nachdem er zu spät zur Belagerung von Odawara kam, der Familienbesitz entzogen.[2]
- Sukekage (資景; 1586–1656), Sukeharus Sohn, erhielt nach einer Entschuldigung bei Hideyoshi das Lehen Fukuhara[A 1] im Bezirk Nasu mit 5000 Koku. Bei der Schlacht von Sekigahara und der Belagerung von Ōsaka stellte er sich jedoch auf die Seite Tokugawa Ieyasus, der ihm aus Dank dafür weiteren Besitz um Fukuhara gab, das nun als Lehen Nasu 14.000 Koku Einkommen erbrachte.[3]
- Sukemitsu (資弥; 1628–1687), später Sukemasa (資祇), wurde in die Familie Aoki geboren und seine ältere Schwester, O-Raku no Kata war die Mutter des Shoguns Tokugawa Ietsuna, dem er als Pagen diente. Nach dem Tod von Sukekages Sohn Sukeshige (資重) 1642, wurde er von Sukekage als Nachfolger adoptiert, und erhielt er 1664 Nasu mit 12.000 Koku zurück und 1681 stattdessen Karasuyama mit 20.000 Koku.[4]
- Sukenori (資徳; 1672–1708), Sohn von Tsugaru Nobumasa dem Daimyō von Hirosaki, wurde von Sukemitsu adoptiert, da er seinen leiblichen Sohn Masamitsu von Mashiyama Masatoshi, dem Daimyō von Nishio, adoptieren ließ. Nach dem Tode Sukemitsus kam es daher zum Streit zwischen Sukenori und einem weiteren Sohn Sukemitsus in dessen Verlauf der Familie Karasuyama entzogen wurde. Die Nasu dienten von nun an als Hatamoto mit 1000 Koku.[5]